# Cydrela otavensis
Cydrela otavensis är en spindelart som beskrevs av Lawrence 1928. Cydrela otavensis ingår i släktet Cydrela och familjen Zodariidae.
Artens utbredningsområde är Namibia. Inga underarter finns listade i Catalogue of Life.